# Спринг, Ричард
Ричард Джон Гренвилл Спринг, барон Ризби (англ. Richard John Grenville Spring, Baron Risby, 24 сентября 1946 года) — британский политик, член Консервативной партии в Великобритании, член Палаты лордов парламента Великобритании. Он также является торговым представителем премьер-министра в Алжире. Соучредитель Агентства модернизации Украины.

## Биография
Ричард Спринг родился в 1946 году. Изучал экономику в Кембриджском университете, сделал карьеру в сфере финансовых услуг. В 1992 году вошёл в Палату общин, где стал представителем оппозиции по иностранным делам и по делам Содружества и в Казначействе, состоял заместителем председателя Консервативной партии. Лорд Ризби вошёл в Палату лордов в ноябре 2010 года, он также является торговым представителем премьер-министра.

## Парламентская карьера
Спринг был впервые избран на пост депутата в 1992 году на всеобщих выборах, представляя Бери-Сент-Эдмундс. Служил личным парламентским секретарём министра по делам Северной Ирландии Патрика Мэйхью (1994—1995), Тима Эггара на посту министра торговли и промышленности (1995—1996) и Николаса Сомса и Джеймса Арбетнота как младших министров в Министерстве обороны (1996−1997).
В 1997 году Спринг был избран в Палату общин от графства Саффолк. Он был представителем ведомства иностранных дел теневого правительства в период с 2000 по 2004 год и министром теневого казначейства в период между 2004 и 2005 годами.
23 ноября 2009 года Спринг объявил об отказе от выдвижения своей кандидатуры на всеобщих выборах 2010 года.
В период с 2005 по 2010 год являлся вице-председателем Консервативной партии, ответственным за деловые связи в Лондоне. Он был также директором британско-сирийского общества в период между 2003 и 2011 годами.
24 декабря 2010 года назначен пожизненным пэром как барон Ризби Хаверхилл в графстве Саффолк.
В ноябре 2012 года лорд Ризби был объявлен одним из девяти торговых представителей премьер-министра Великобритании.

## Вне парламента
Лорд Ризби является председателем Британско-украинского общества, занимает этот пост С 2007 года. Он также является одним из двух попечителей организации бизнеса Город будущего, вместе с сэром Джоном Мейджором. Ризби является директором нескольких предприятий и организаций, в том числе нефтяной компании Hawkley и Minexco Petroleum Inc, и президентом ассоциации теплоэлектроцентралей. Он также заместитель председателя Бюро малого бизнеса.
В 2015 году во время международного форума «Украина завтра», который прошёл в Вене, лорд Ризби стал одним из соучредителей Агентства модернизации Украины, кроме Ризби подписи под декларацией о создании агентства поставили председатель Немецко-украинского форума Райнер Линднер, председатель Немецко-Украинской парламентской группы, депутат Бундестага Карл-Георг Вельман, французский общественный деятель, философ и публицист Бернар-Анри Леви.

## Личная жизнь
Лорд Ризби родился в 1946 году в Кейптауне, Южная Африка, где он окончил Рондебошскую среднюю школу для мальчиков (Rondebosch Boys' High School) и Кейптаунский университет. В детстве он жил в живописном пригороде Фреснэй. Впоследствии он учился в Кембриджском университете. Он женился на Джейн Хенникер-старшей, дочери Джона Хенникера-старшего, 8-го барона Хенникер, в 1979 году в Вестминстере. Они расстались в 1993 году, имеет двоих детей.

## Ссылка
Персональный сайт Лорда Ризби. Архивировано из оригинала 2 июня 2016 года.